# Чёрная река (фильм, 2001)
«Чёрная река» (иногда используется название «Тёмная река») — американский телефильм 2001 года. Он основан на одном из рассказов писателя Дина Кунца.

## Сюжет
Писатель-фантаст Бойд Айкенс, решивший в связи с личными проблемами покинуть Лос-Анджелес, приезжает в небольшой городок Блэк Ривэр. После нескольких странных происшествий Айкенс решает покинуть город, но понимает, что сделать это невозможно. Он узнаёт, что городом управляет некий Перикл, который сам ищет нужных ему людей, например Айкенса и молодую девушку Лауру Кросби, которая тоже недавно приехала в Блэк Ривэр и очень приглянулась Бойду. Он различными путями завлекает их в городок, не давая им возможности уехать. Вскоре становится понятно, что Перикл — искусственный интеллект, созданный для благоустройства Блэк Ривэр, но затем вышедший из под контроля…

## В ролях
| Актёр             | Роль            |
| ----------------- | --------------- |
| Джей Мор          | Бойд Айкенс     |
| Лиза Эдельштейн   | Лаура Кросби    |
| Энн Кьюсак        | Мэнди Прюэлл    |
| Рон Кэнада        | шеф Салкс       |
| Билл Дау          | Томас Пинуотер  |
| Скотт Хайлендс    | Ричард Кранч    |
| Дион Лютер        | Чартс           |
| Стивен Тоболовски | мэр Том Томпсон |
| Патриция Дрэйк    | Нэнси Ларшак    |
| Тай Олссон        | Фрэнк Ярли      |